# Миколаївська церква (Линове)
Миколаївська церква, церква Миколи Чудотворця — це древня, діюча церква XVIII століття в селі Линове Конотопського району Сумської області.

## Історія
Церква збудована в 1745 році і на сьогоднішній день є однією з найстаріших кам’яних храмових споруд Путивльського району.
У 40-60-х роках XX  настоятелем був Дмитро Совенко. 
Храм спочатку був трьохчастинним, середня складова була з восьмигранним барабаном і куполом. Також була прибудована дзвіниця, а у XX столітті побудовані бічні вівтарі.
З 1908 по 1912 рік настоятелем церкви був отець Леонід Духівський, якого розстріляли 30 грудня 1917 року. У 1920-х роках настоятелем храму був Іоан Гуторов. У 1929 році храм закрили і згодом переробили в клуб. Купол і дзвіниця були знищені.
До 1941 року разом з клубом в будівлі храму була бібліотека та класні кабінети школи. На даний момент, незважаючи на історію, вона є діючою.
Освячення храму відбулось у 1995 році.